# Françoise Kermina
Françoise Kermina, née à Paris, est une historienne française, membre de la Société de l'histoire de France, spécialiste de la Révolution française et de l'histoire de la Suède. Elle s'intéresse également aux personnalités féminines qui se sont trouvées mêlées aux conflits religieux de leur temps.

## Télévision
Elle participe ponctuellement à l'émission Secrets d'histoire, présentée par Stéphane Bern. Elle a notamment collaboré aux numéros suivants :
- Désirée Clary, Marseillaise... et reine de Suède (2015)[1]
- Les femmes de la Révolution (2016)[2].

## Publications
- Madame Roland ou la passion révolutionnaire, Perrin, 1977
- Marie de Médicis, reine, régente et rebelle, Perrin, 1979
- Saint-Just, la Révolution aux mains d'un jeune homme, Perrin, 1982
- Hans-Axel de Fersen, le plus aimé, le plus aimant des hommes, Perrin, 1985
- Les Dernières Charrettes de la Terreur, Perrin, 1988
- Bernadotte et Désirée Clary, le béarnais et la marseillaise, souverains de Suède, Perrin, 1988
- Monsieur de Charette, Perrin, 1993
- Christine de Suède, Perrin, 1995
- Jeanne de Chantal, 1572-1641, Perrin, 2000
- Les Montmorency, grandeur et déclin, Perrin, 2002
- Agnès Sorel, la première favorite, Perrin, 2005
- Où sont les diamants du Roi ? enquête à Rouen sous la Terreur, Charles Corlet, 2005
- Madame Tallien, Perrin, 2006
- Henri IV et Corisande un amour de jeunesse, Atlantica, 2010
- J'ai tellement envie de vous, lettres d'amour de Henri IV, 1585-1610, Tallandier, 2010
- Les dames de Courlande : égéries russes au XIXe siècle, Perrin, 2012, 384 p.  (ISBN 9782262034764)
- Heurs et malheurs des grands argentiers, Perrin, 2018, 252 p.